# Laurolactam
Laurolactam (meer specifiek: ω-laurolactam) is een macrocyclische organische verbinding, die voorkomt als een kleurloze vaste stof. Het is weinig oplosbaar in water, maar goed oplosbaar in organische oplosmiddelen. Laurolactam is een lactam met twaalf koolstofatomen in de ring.

## Synthese
Laurolactam wordt bereid door de Beckmann-omlegging van het oxime cyclododecanonoxime, met geconcentreerd zwavelzuur als katalysator. De reactietemperatuur bedraagt 70 tot 140°C, en de verhouding van zwavelzuur tot oxime ligt tussen 2 en 5. Het oxime is opgelost in een oplosmiddel, bijvoorbeeld tetrachloormethaan, dat tijdens de reactie verdampt en zo de reactiewarmte afvoert.
Het reactieproduct van deze isomerisatiereactie is een viskeuze vloeistof: een oplossing van het lactam in zwavelzuur. Het lactam kan daaruit neergeslagen worden door deze vloeistof te neutraliseren met een waterige oplossing van ammoniak. Er ontstaat dan een waterige oplossing van ammoniumsulfaat waaruit het lactam moet worden afgescheiden en gezuiverd.

## Toepassingen
Laurolactam wordt voornamelijk gebruikt als monomeer voor het synthetische polymeer polyamide 12, of als co-monomeer voor andere polymeren.